# Photoscotosia multilinea
Photoscotosia multilinea är en fjärilsart som beskrevs av W. Warren 1893. Photoscotosia multilinea ingår i släktet Photoscotosia och familjen mätare. Inga underarter finns listade i Catalogue of Life.